# John Treadwell Nichols
John Treadwell Nichols (* 11. Juni 1883 in Jamaica Plain, Boston, Massachusetts; † 10. November 1958 in Garden City, Long Island, New York) war ein US-amerikanischer Zoologe. Sein Forschungsschwerpunkt war die Ichthyologie.

## Leben und Wirken
John Treadwell Nichols war der Sohn von John White Treadwell Nichols und Mary Blake Slocum. Er hatte fünf Geschwister. Sein Vater war Teilhaber beim New Yorker Kurzwarenunternehmen Minot Hooper & Company. 1906 schrieb sich Nichols in das Harvard College ein, wo er zum Bachelor of Arts in Zoologie graduierte. 1907 begann er als Assistent in der Säugetierabteilung des American Museum of Natural History. Zwischen 1913 und 1919 war er Assistenzkurator, von 1920 bis 1927 Gastkurator und von 1927 bis 1952 Kurator in der Fischabteilung. Im Juni 1910 heiratete er Cornelia DuBois Floyd. Aus dieser Ehe gingen vier Kinder hervor. 1913 gründete er das Fachjournal Copeia, die offizielle Zeitschrift der American Society of Ichthyologists and Herpetologists. 1916 beschrieb er gemeinsam mit Louis Leon Arthur Mowbray den lange für ausgestorben gehaltenen Bermuda-Sturmvogel (Pterodroma cahow). Mowbray entdeckte im Jahre 1906 ein Exemplar in einem Schwarm von Sturmvögeln auf der Bermuda-Insel Castle Island, 45 Jahre bevor sein Sohn Louis gemeinsam mit David Balcombe Wingate diese Art offiziell wiederentdeckt hatte. Nichols gehörte neben Robert Cushman Murphy zu einem Team von Wissenschaftlern des American Museum of Natural History, das die Haiangriffe an der Küste von New Jersey aus dem Juli 1916 untersuchte. 
Nichols verfasste etwa 1000 wissenschaftliche Artikel (darunter die Erstbeschreibungen zur Gattung Bajacalifornia, zum Gabelschwanz-Regenbogenfisch sowie zur Art Pseudogobiopsis tigrellus) und mehrere Bücher. Er nahm an zahlreichen Expeditionen in aller Welt teil. Nichols zu Ehren wurde Nichols Maulbrüter (Pseudocrenilabrus nicholsi) benannt. 
John Treadwell Nichols war unter anderem Mitglied im Explorers Club, in der American Association for the Advancement of Science, in der American Ornithologists’ Union, in der American Society of Ichthyologists and Herpetologists, in der American Society of Mammalogists, im Nuttall Ornithological Club, in der American Fisheries Society und in der Linnean Society of New York.
Nichols’ Enkel ist der US-amerikanische Autor John Nichols (Milagro – Der Krieg im Bohnenfeld).

## Schriften
- 1916: The Sharks (mit Robert Cushman Murphy)
- 1917: Fresh-water fishes of the Congo Basin obtained by the American museum Congo expedition, 1909-1915 (mit Ludlow Griscom und James Paul Chapin)
- 1918: Fishes in the Vicinity of New York City
- 1927: Marine Fishes of New York and Southern New England
- 1938: Field book of Fresh-water Fishes of North America North of Mexico
- 1943: The Freshwater Fishes of China
- 1942: Representative North American Fresh-water Fishes
- 1945: Fishes and Shells of the Pacific World